# Киршнер, Дон
Дон Ки́ршнер (англ. Don Kirshner, полн. имя: Дональд Кларк Киршнер; 17 апреля 1934 — 17 января 2011) — американский музыкальный издатель, продюсер, менеджер и промоутер.

Дон Киршнер (родился 17 апреля 1934 года), известный как Человек с золотым ухом, является американским издателем песен и рок-продюсером, который наиболее известен тем, что умел подбирать талантливых авторов песен для успеха групп, таких как The Monkees и The Archies.
Киршнер добился своего первого крупного успеха в конце 1950-х и начале 1960-х годов в качестве совладельца влиятельной нью-йоркской издательской компании «Aldon Music», у которой в разное время был контракт с несколькими наиболее важными авторами песен так называемой школы "Брилл Билдинг", в том числе Кэрол Кинг, Джерри Гоффин, Нил Седака и Говард Гринфилд.
Как продюсер-промоутер, Киршнер оказал влияние на начало карьеры певцов и авторов песен, включая Бобби Дарина, Нила Даймонда, Кэрол Кинг и Сару Дэш из «Labelle».
У Киршнера также был свой собственный звукозаписывающий лейбл Chairman Records (дочерняя компания в Лондоне). Хотя он был ответственен за множество хитов в 60-е годы, он смог записать только один на лейбле «Chairman», "Марсианский хоп" 1963 года от The Ran-Dells, который занял 16-е место в стране.
В начале 1960-х Киршнер был успешным музыкальным издателем (главой своей собственной компании «Aldon Music» с партнером Элом Невинсом), объединявшим исполнителей (таких как Бобби Дарин) с авторами песен и музыкантами.
Киршнер был нанят продюсерами The Monkees, чтобы в сжатые сроки предоставить хитовые песни для сопровождения телепрограмм. Киршнер быстро привлек талантливых авторов песен из своей блестящей конюшни авторов и музыкантов, чтобы создать запоминающиеся, привлекательные треки, которые группа могла бы притвориться, что исполняет на шоу.
Этот шаг был сделан не из-за отсутствия таланта The Monkees, хотя как группа у них было мало опыта или опыта, а Микки Доленц был абсолютным новичком в игре на барабанах, но для того, чтобы подчеркнуть комедию над музыкой и выпустить готовые записи, чтобы дать каждому новому эпизоду свою собственную песню. Каждый из членов группы участвовал в записи вокальных партий, но им не разрешалось самим играть на пластинках.
Формула сработала феноменально хорошо: синглы "Последний поезд в Кларксвилл" и "Я верю", а также первые два альбома The Monkees были выпущены и выпущены вовремя, чтобы поймать всплеск волны популярности телепрограммы.
Производство без отката: Киршнер выпускает Сахар, Сахар от Archies. Однако, вместе с успехом пришли и проблемы. Киршнер позволил Майклу Несмиту спродюсировать свои собственные песни, а Питер Торк сел за гитару. Но через год The Monkees захотели получить еще один шанс сыграть на своих собственных инструментах на пластинках. Они также хотели получить дополнительный контроль за тем, какие песни будут выпущены в качестве синглов. Кроме того, когда с запозданием стало известно, что группа не играла на песнях первого сезона, возник спор, и публика выразила желание услышать, как телезвезды исполняют свою собственную музыку.
Дело дошло до критической точки из-за разногласий по поводу Нила Даймонда, написавшего "Касаясь тебя, касаясь меня" в начале 1967 года. Песня, выпущенная Киршнером как сингл без согласия группы, привела к его увольнению. Первоначальная Би-сайд была заменена песней Несмита в исполнении самих The Monkees, и они участвовали на записях следующего года, показанных во втором сезоне шоу. Продажи пластинок Monkees упали почти вдвое после ухода Киршнера.
Более поздним предприятием Киршнера стала "Арчи", мультистудия, в котором нужно было управлять только студийными музыкантами.
Киршнер был ведущим и создателем еженедельной рок-концертной программы под названием "Рок-концерт Дона Киршнера" с 1972 по 1983 годы. С его длинными живыми выступлениями, по сравнению с консервированными, часто синхронизированными с губами выступлениями, которые были основным продуктом более ранних телешоу, таких как «Shindig!», это был настоящий прорыв. Многие считают его предшественником MTV.
В программе были представлены многие из самых успешных рок-групп той эпохи, но что было последовательным от недели к неделе, так это намеренно плоская подача Киршнера в качестве ведущего программы. В последний сезон "Рок-концерт" в основном устраивали сын и дочь Киршнера,  успехи которых были такими же, как у их отца.
Деревянный стиль презентации Киршнера был позже высмеян в «В субботу вечером в прямом эфире» Полом Шаффером, особенно в представлении Шаффером Братьев Блюз во время телевизионного дебюта дуэта.
Дон Киршнер, вполне возможно, был одним из десяти самых успешных и богатых людей в индустрии развлечений на протяжении большей части 60-х и 70-х годов. Будучи главой сначала Aldon Music, а затем Screen Gems Publishing, Киршнер нанимал одних из лучших авторов в своем бизнесе. В мае 1958 года родилась музыка Альдона. Среди первых авторов, подписавших контракт с Олдоном, были Нил Седака и Говард Гринфилд. Дуэт написал первый большой хит Олдона "Глупый купидон" Конни Фрэнсис (№ 14 в США, № 1 в Великобритании). Вскоре Олдон подписал Кэрол Кинг, Джерри Гоффина, Барри Манна, Синтию Уэйл, Джека Келлера и нескольких других авторов. Киршнер сыграл важную роль в создании The Monkees (1966) и The Archies (1969), как хорошо подготовленных, но чрезвычайно успешных групп, как на записи, так и на телевидении. Именно успех "Арчи" дал Киршнеру достаточный капитал, чтобы основать "Киршнер Энтертейнмент Корпорейшн". После того, как Арчи закончили свой курс, Киршнер в 1972 году основал компанию Don Kirshner Productions, чтобы спродюсировать "Рок-концерт Дона Киршнера".
В 2012 году Киршнер был включён в Зал славы рок-н-ролла (в категории «Неисполнители»).